# Retromántico
Retromántico es un álbum de estudio de Victor Manuelle que le hace un homenaje al amor y que está inspirado en la época de la salsa romántica; incluye los temas Cosas Del Amor que se popularizó en la década de los noventa y Otra Noche Más (con ayuda de inteligencia artificial) incluye la voz grabada del fallecido salsero puertorriqueño Frankie Ruiz interpretando el coro de ‘Deseándote’. Cuenta con las colaboraciones de Tito Nieves, Maelo Ruiz, Frankie Ruiz, Willie González, Johnny Rivera y Gilberto Santa Rosa. Salió a la venta el 12 de abril de 2024.

## Lista de canciones
| Retromántico |                                                        | |          |  |
| N.º          | Título                                                 | Escritor(es) | Duración |  |
| 1.           | «Cosas Del Amor (Feat. Tito Nieves)»                   | Roberto Livi; Efraín "Junito" Dávila; Rudy Amado Pérez                                                                      | 4:29     |  |
| 2.           | «En 4 Días»                                            | Víctor M. Ruíz; Efraín "Junito" Dávila; Pedro De Jesús Ramírez Díaz                                                         | 4:29     |  |
| 3.           | «Me Fallaron Los Dos (Feat. Maelo Ruiz)»               | Víctor M. Ruíz; Efraín "Junito" Dávila; Edgar Daniel                                                                        | 4:32     |  |
| 4.           | «Los Hombres También Lloran»                           | Víctor M. Ruíz; Porfi Baloa; Juan Carlos Luces; José Orlando Mosqueda; Manuel José Zabala                                   | 4:29     |  |
| 5.           | «Otra Noche Más (Feat. Frankie Ruiz)»                  | Víctor M. Ruíz; Efraín "Junito" Dávila; Chein Garcia-Alonso                                                                 | 4:27     |  |
| 6.           | «Si Volviera Jesús»                                    | Jorge Luis Piloto; Franky Suárez                                                                                            | 4:31     |  |
| 7.           | «No Quería Mentir (Feat. Willie González)»             | Wilfran Castillo; Efraín "Junito" Dávila                                                                                    | 4:11     |  |
| 8.           | «Otro Intento»                                         | Víctor M. Ruíz; Efraín "Junito" Dávila; Alex Eduardo Matute; Ricardo Javier Regalado Bohorquez; Luis Eduardo Sánchez Rivero | 3:45     |  |
| 9.           | «Casi Perfecta (Feat. Johnny Rivera)»                  | Víctor M. Ruíz; Efraín "Junito" Dávila; Pedro De Jesús Ramírez Díaz                                                         | 4:36     |  |
| 10.          | «Vamos A Romper La Noche (Feat. Gilberto Santa Rosa) » | Omar Alfanno; Efraín "Junito" Dávila                                                                                        | 4:27     |  |
| 43:00        |                                                        | |          |  |

## Videoclips
- Otra Noche Más